# سام مكوين
سام مكوين (بالإنجليزية: Sam McQueen)‏ (6 فبراير 1995 ساوثهامبتون المملكة المتحدة - ) هو لاعب كرة قدم بريطاني، يلعب كلاعب وسط.

## روابط خارجية
- سام مكوين على موقع الاتحاد الأوربي (الإنجليزية)
- سام مكوين على موقع قاعدة بيانات كرة القدم.إي يو (الإنجليزية)
- سام مكوين على موقع Soccerbase.com (لاعب) (الإنجليزية)
- سام مكوين على موقع Soccerway.com (الإنجليزية)
- سام مكوين على موقع عالم كرة القدم.نت (الإنجليزية)
- سام مكوين على موقع AS.com (الإسبانية)